# Мардович, Анатолий Александрович
Мардович Анатолий Александрович  —  белорусский государственный деятель и дипломат. Чрезвычайный и Полномочный Посол Республики Беларусь в Швейцарии.

## Биография
Анатолий Мардович родился 8 марта 1934 г. поселке Красное Знамя (ныне — поселок Черницкий) Смолевичского района Минской области.
В 1957 г. окончил учетно-экономический факультет БГИНХ им. В.В. Куйбышева, в 1964 г. — аспирантуру Института экономики АН БССР и стал 281 кандидатом экономических наук. В 1966 г. окончил двухгодичные курсы иностранных языков при Минском государственном педагогическом институте иностранных языков.
Вдовец, имеет двух сыновей.

## Карьера
- Трудовую деятельность начал страшим экономистом в Могилевском областном управлении статистики, работал начальником в ряде секторов управления, в 1959 г. руководил осуществлением переписи населения в регионе. Во многом благодаря ему Могилевская область заняла первое место в республике по оперативности проведения переписи и качеству обработки материалов.

- В 1964 г. был назначен заместителем начальника Межотраслевой нормативно-исследовательской лаборатории по труду Совнархоза БССР, ответственным за ход в республике всесоюзного эксперимента по планированию производительности труда в промышленности с использованием показателя трудоемкости.

- В 1965 г. Совнархоз упразднили, и А.А. Мардович пришел старшим преподавателем в БГИНХ, читал курс лекций по экономике и научной организации труда на кафедрах организации и планирования производства, экономики промышленности, экономики труда. По его инициативе была создана первая в системе вузов СССР Проблемная лаборатория НОТ, которую он возглавил.

- В 1968—1974 гг. имел статус международного служащего, работал заместителем начальника отдела в секретариате ООН.

- Вернувшись из Нью-Йорка, был принят на должность инструктора в отдел науки и учебных заведений ЦК КПБ.

- В 1978 г. вернулся на дипломатическую работу — стал заместителем Постоянного представителя БССР при ООН.

- Полученный опыт пригодился, когда в 1983—1991 гг. А.А. Мардович возглавил отдел международных организаций Министерства иностранных дел БССР, вошел в коллегию МИДа.

- В 1991—1995 гг. работал Постоянным представителем БССР при отделении ООН в Женеве, затем, Указом президиума Верховного Совета Белорусской ССР от 9 января 1991 г. № 493-XII — назначен Послом Республики Беларусь в Швейцарии, а 27 января 1993 г. № 2129-XII назначен Чрезвычайным и Полномочным Послом Республики Беларусь в Швейцарии.

- В составе правительственных делегаций Беларуси участвовал в работе 14 регулярных, специальных и чрезвычайных сессий Генеральной Ассамблеи ООН, сессии ЭКОСОС, в мероприятиях по Программе развития ООН, в конференциях ООН по торговле и развитию, разоружению, борьбе с наркотиками, в уставных сессиях ряда спец учреждений системы ООН. Им подготовлено более 300 докладов-выступлений в ООН и других международных организациях.